# 華盛頓哥倫比亞特區旗

华盛顿家族纹章

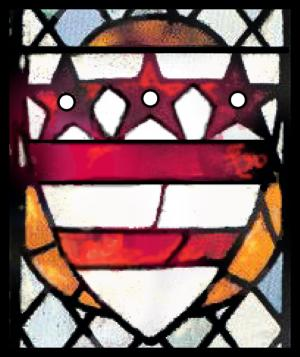
英格兰塞尔比大教堂中的华盛顿家族纹章，安置于14世纪

華盛頓哥倫比亞特區旗为白色底上的两条红色横条和三颗红色五角星，这一设计来源于乔治·华盛顿的家族纹章。该纹章来自于12世纪乔治·华盛顿的祖先在英格兰北部取得的纹徽图案。
華盛頓哥倫比亞特區逾一个世纪没有旗帜，於1938年开始征集旗帜，在美术委员会的协助下最终采用了平面设计师Charles A.R. Dunn于1921年设计的图案。特区旗帜委员会由三名非选举产生的联邦任命成员组成：市长、战争部长和海军部长。这面旗帜在当时被视为华盛顿缺少投票代表权的象征，因为没有当地团体参与选拔过程。矛盾的是，它从被许多当地人拒绝到被大多数哥伦比亚特区居民、華盛頓特區建州運動和企业所接受，成为21世纪当地身份的象征。今天，它可以在整个城市的 政府建筑、居民楼前、当地企业标志上看到。
该旗帜在2004年北美旗帜学协会的州旗设计评比中被评为第一名。

## 使用

### 特区政府使用
1984年10月1日这面旗帜首次出现在哥伦比亚特区车牌，这版车牌被称为1984 Capital City Baseplate。这些车牌是为新注册发行的，并换发1974年和1978年旧版系列车牌。替换期为1984年10月到1986年9月。
华盛顿哥伦比亚特区旗用于所有特区政府网站、出版物、文件和设备。它被广泛单独使用或集成到一些部门徽标中。

### 联邦使用
2013年之前，在美军的活动中，DC旗帜并不和50个州州旗一起升起。2013财年国防授权法案由巴拉克·奥巴马总统于2013年 1月签署成为法律，其中的一项规定要求在展示各州旗帜时展示哥伦比亚特区旗和各领地旗帜。这项立法是由埃莉诺·福尔摩斯·诺顿代表向众议院提出的。

### 私人使用
该设计在20世纪开始为大众所接受，成为城市的象征。 
以下当地运动队已将旗融入其徽标中： 
- 华盛顿首都
- 华盛顿联队
- 华盛顿奇才队

它已被许多本地品牌用于其徽标中以显示其与本地的联系。小型和本地企业发展部制定了“华盛顿制造”计划，以突出和促进本地制造商社区。该计划徽标将旗帜作为其设计的一部分。